# Hamilton (Ontario)
Hamilton je velké kanadské přístavní město, které leží asi 60 km jihozápadně od Toronta a 65 km západně od Niagarských vodopádů, v provincii Ontario.

## Historie
Město bylo založeno Georgem Hamiltonem, když koupil zemědělskou farmu Jamese Duranda krátce po válce v roce 1812. Nathaniel Hughson, majitel nemovitosti na severu, spolupracoval s Georgem Hamiltonem, společně připravili návrh na budovu soudu a vězení na pozemku Hamiltona. Hamilton pak nabídl tento pozemek monarchistickému státu pro budoucí místo. Durand byl pověřen Hughsonem a Hamiltonem k prodeji pozemků, které se později staly místem dnešního města Hamilton. Oficiální statut města bylo dosaženo 9. června 1846. 
V roce 1887 byla založena McMasterova univerzita, na které v současnosti studuje přes 21 tisíc studentů.
Nové město Hamilton bylo vytvořeno 1. ledna 2001 spojením Hamiltonu a jeho pěti sousedních obcí: Ancaster, Dundas, Flamborough, Glanbrook a Stoney Creek
Hamilton se stal centrem hustě obydleného a industrializovaného regionu na západním konci jezera Ontario známého jako Zlatá podkova. Ve městě žije více než půl milionu obyvatel.

## Příroda
Na území města Hamilton se nachází více než 100 vodopádů a kaskád. Většina těchto vodopádů je napojena na turistickou síť stezek nazývanou Bruce Trail. Nejvyšší z těchto vodopádů se spádem 41 metrů a šířkou 9 metrů se nazývá Tewsův vodopád. Tento vodopád má pouze o 10 metrů menší spád než Niagarské vodopády. Největší je Websterův vodopád se spádem 22 metrů a šířkou 30 metrů.

## Sport
Ve městě sídlí tým kanadského fotbalu Hamilton Tiger-Cats.

## Osobnosti
- Eugene Levy (* 1946), herec
- Dave Andreychuk (* 1963), bývalý lední hokejista, držitel Stanley Cupu
- Luke Kirby (* 1978), divadelní, filmový a televizní herec

## Partnerská města
- Fukujama, Japonsko (1976)
- Ma-an-šan, Čína (1987)
- Mangalúr, Indie (1968)
- Monterrey, Mexiko (1993)
- Racalmuto, Itálie (1986)
- Sarasota, Florida, Spojené státy americké (1991)
- Shawinigan, Québec, Kanada (1958)
- Valle Peligna, Itálie (1990)